# Ratpenat cuallarg de Bonda
El ratpenat cuallarg de Bonda (Molossus bondae) és una espècie de ratpenat de la família dels molòssids. Viu a altituds d'entre 0 i 2.750 msnm a Colòmbia, Costa Rica, l'Equador, Hondures, Nicaragua, Panamà i Veneçuela. S'alimenta majoritàriament d'arnes. Habita els boscos de diferents tipus. Es desconeix si hi ha cap amenaça significativa per a la supervivència d'aquesta espècie, classificada dins de M. currentium fins a principis del segle xxi.